# Robert McHugh
Robert McHugh (* 16. Juli 1991 in Glasgow) ist ein schottischer Fußballspieler. Der Stürmer steht beim schottischen Zweitligisten Greenock Morton unter Vertrag.

## Karriere

### Verein
Robert McHugh wurde in der schottischen Stadt Glasgow geboren. Seine Fußballkarriere begann er beim FC Motherwell, für den er im Mai 2008 sein Profidebüt gegen Hibernian Edinburgh gab, als er für Ross McCormack eingewechselt wurde. Sein erstes Tor als Profi gelang im Juli 2009 im Europapokal beim 8:1-Sieg gegen den albanischen Verein KS Flamurtari Vlora. Am Ende der Saison verlängerte der 18-Jährige seinen Vertrag bis zum Jahr 2013. Mit Motherwell erreichte er im Jahr 2011 das Pokalfinale, das gegen Celtic Glasgow verloren wurde. Seinen auslaufenden Vertrag verlängerte McHugh im März 2013 um zwei weitere Jahre, bevor er im Januar 2014 zum schottischen Zweitligisten Queen of the South verliehen wurde. Ein weiteres Jahr später wurde er an den Drittligisten Airdrieonians FC verliehen. Im Juli 2015 wechselte er zum FC Falkirk, nachdem sein Vertrag in Motherwell nicht verlängert worden war.

### Nationalmannschaft
Robert McHugh spielte von 2007 bis 2008 achtmal in der U-17 von Schottland. Ab September 2009, spielte der Angreifer für zwei Jahre in der U-19 Altersklasse.